# ورم جزيري نقيلي
الورم الجُزيري الَنقيلي هو شكل نادر جدًا من أشكال الورم الجزيري الخبيث الذي ينطوي على نمو نقيلي. الورم الجزيري هو ورم صغير موضعي في البنكرياس ينشأ من خلايا جزيرة بيتا التي تنتج فائضًا من الأنسولين. تؤدي الزيادة في الأنسولين إلى انخفاض سكر الدم. تكون الأورام الجزيرية أورامًا حميدة عادة، ولكنها يمكن أن تنتقل وتصبح خبيثة. يكون النمو النقيلي على هيئة غزو محلي أو انتقال بعيد. ويصعب اكتشاف الأورام الجزيرية كثيرًا بسبب صغر حجمها نسبيًا، إذ يقل قطرها عن 2 سم في غالبية الحالات. وبالتالي، فإن المظهر السريري والباثولوجي غير كافيين لتشخيص الورم الجزيري الخبيث. لا تُعالج الأورام الجزيرية الخبيثة بسهولة بعد تشخيصها. وتتطلب مجموعة واسعة من التدابير والتي تعتمد على الحالة الخاصة بكل مريض.

## العلامات والأعراض
تُسبق الأورام الجزيرية النقيلية عادة بأعراض نقص سكر الدم وثالوث ويبل. تظهر معظم أعراض نقص السكر في الدم على شكل أعراض نقص السكر العصبي و/أو أعراض ذاتية. تشمل الأعراض الشائعة لنقص السكر العصبي: التشوش المعمم والتغيرات السلوكية الكبيرة والغيبوبة والنوب الصرعية. تشمل الأعراض الذاتية الشائعة: التعرق والضعف والخفقان والجوع. أي أن الأعراض متنوعة بين المرضى. يعود ذلك في المقام الأول إلى حقيقة أن الورم الجزيري النقيلي يُشخص في البداية على أنه مرض آخر، مثل الورم الجزيري الحميد الذي يمكن أن يتطور وينتقل.

## السبب
تكون حالات الإصابة بالأورام الجزيرية عمومًا متفرقة. ما يزال سبب الورم الجزيري النقيلي غير معروف حتى اليوم. يرجع ذلك في المقام الأول إلى كونه من أنواع الورم الجزيري وهي أورام نادرة أصلًا. الأورام الجزيرية النقيلية أقل انتشارًا من الأورام الجزيرية، وعادة ما تبدأ على شكل أورام جزيرية حميدة تتحول إلى ورم جزيري نقيلي.

## الآليات
يظهر على المرضى الذين يعانون من الورم الجزيري في البداية أعراض نقص سكر الدم الناتج عن فرط إفراز الأنسولين من خلايا جزيرة بيتا ضمن ورم البنكرياس أو من الخلايا السرطانية غير البنكرياسية. يفرز الأنسولين الزائد في مجرى الدم ويسبب انخفاضًا كبيرًا في مستوى الجلوكوز في الدم، المعروف أيضًا باسم نقص سكر الدم. يترافق نقص سكر الدم بأعراض نقص السكر العصبي و/أو الأعراض الذاتية. في الورم الجزيري النقيلي، تبدأ الخلايا السرطانية من الورم الجزيري الأولي بالانفصال والدخول إما في مجرى الدم أو في الجهاز اللمفي. عند الانتشار والدخول إلى جزء آخر من الجسم، يكون الانتقال قد حدث. يمكن للخلايا السرطانية الآن أن تنقسم بسرعة أكبر وتنتشر بشكل أكبر. المواقع الرئيسية لانتقال سرطان البنكرياس هي: الكبد والرئة والصفاق.

## التشخيص
يمكن أن يحصل التشخيص بطريقتين مختلفتين. إما أن يُشخص الورم منذ البداية حين يكون ورمًا جزيريًا حميدًا. يحدث ذلك عند مريض يعاني من أعراض نقص سكر الدم، تُجرى فحوصات الدم من أجل تأكيد نقص سكر الدم. يُفحص الجلوكوز والأنسولين والببتيد سي في العينة الدموية. تتضمن التشخيصات الأولية بشكل روتيني أيضًا التصوير الطبقي المحوري قبل الجراحة لتأكيد الورم الجزيري. وعند الانتهاء من فحوصات الدم والأشعة المطلوبة، تُشخص غالبية الأورام الجزيرية النقيلية إذا كانت موجودة. خيار التدبير الأكثر شيوعًا عند تشخيص الأورام الجزيرية الحميدة هو المعالجة عن طريق الإزالة المعزولة للورم الجزيري. لكن بعض حالات المرضى تتقدم وتتحول إلى ورم جزيري نقيلي. يحصل ذلك عندما تنفصل الخلايا السرطانية عن الورم الجزيري وتدخل مجرى الدم أو الجهاز اللمفي. بالتالي، من الممكن أن يتطور الورم إلى ورم خبيث لاحقًا بعد التشخيص الأولي للورم الجزيري، وحتى بعد الإزالة الجراحية للورم الجزيري. في هذه الحالات، يكون الموقع الأكثر شيوعًا للانتقال هو الكبد والعقد اللمفية. الطريقة الثانية لتشخيص الورم الجزيري النقيلي هي اكتشافه عند مريض يعاني من أعراض الورم الجزيري ويؤخذ للتصوير الطبقي المحوري قبل الجراحة. عند قراءة تقرير الأشعة، تظهر انتقالات الورم الجزيري النقيلي ويشخص مباشرةً.